# Strada statale 151 della Valle del Tavo
La strada statale 151 della Valle del Tavo (SS 151) è una strada statale italiana che prende il nome dalla valle percorsa dall'omonimo fiume.

## Storia
La strada statale 151 fu istituita nel 1953 con il seguente percorso: "Innesto con la SS. n. 81 presso Penne - Loreto Aprutino - Innesto con la SS. n. 16-bis in Cappelle sul Tavo."
In seguito al decreto legislativo n. 112 del 1998, dal 2001 la gestione è passata dall'ANAS alla Regione Abruzzo che ha provveduto al trasferimento dell'infrastruttura al demanio della Provincia di Pescara.
Tuttavia, per effetto di nuovi provvedimenti legislativi (decreto del Presidente del Consiglio dei Ministri del 20 febbraio 2018), dal 5 settembre 2018 la competenza dell'infrastruttura spetta nuovamente all'ANAS.

## Percorso
La strada ha inizio a Penne dalla strada statale 81 Piceno Aprutina ed attraversa Loreto Aprutino. Uscita dal paese, dopo qualche chilometro la strada assume un andamento piuttosto lineare che la porta, dopo aver superato lo stesso fiume Tavo, a Cappelle sul Tavo dove si innesta sulla ex strada statale 16 bis Adriatica, fungendo da raccordo fra le due strade statali di attraversamento nord-sud della regione.